# Jonas Bjelkmark
Jonas Bjelkmark (Södertälje,  1 april 1987) is een Zweeds wielrenner die in 2005 nationaal kampioen bij de Junioren werd. Reeds in 2008 behaalde hij zijn eerste grote zeges bij de professionals.

## Palmares
2005
- Nationaal kampioenschap (Junioren)

2008
- Soldvarvi GP
- 1e etappe U6 Cycle Tour Tidaholm
- 4e etappe U6 Cycle Tour Tidaholm
- 2e etappe Laxå 3-dagers